# Janine van Wyk
Janine van Wyk (født 17. april 1987) er en sydafrikansk fodboldspiller, der spiller forsvar for Fortuna Hjørring i Elitedivisionen og kaptajn for Sydafrikas kvindefodboldlandshold.
Hun har tidligere spillet for Houston Dash i National Women's Soccer League og var den første sydafrikanske spiller, der blev skrev under i denne liga. Den 18. september 2018 spillede Van Wyk sin 150. kamp for Sydafrikas kvindefodboldlandshold, hvor hun har rekorden som den spiller med flest landskampe for både mænd og kvinder i Sydafrika. Van Wyk blev den første kaptajn for Sydafrikas kvindelandshold, der førte sit hold til et VM i fodbold.
Hun underskrev i August 2019 med danske Fortuna Hjørring.

## Tidligere liv
Van Wyk blev født i Alberton, Sydafrika af Dannie van Wyk. Hun voksede op i Germiston og begyndte at spille fodbold i en alder af 6 år. Hun gik på Hoërskool Alberton, en afrikansk mediumskole, der ikke spillede fodbold. Hendes første pigerhold var Springs Home Sweepers med base i KwaThema.